# Mitsuru Nagata
Mitsuru Nagata, född 6 april 1983 i Shizuoka prefektur, Japan, är en japansk fotbollsspelare.